# Fabriciana sardonia
Fabriciana sardonia är en fjärilsart som beskrevs av Ruggero Verity 1950. Fabriciana sardonia ingår i släktet Fabriciana och familjen praktfjärilar. Inga underarter finns listade i Catalogue of Life.